# Мурзино (Кармаскалинский район)
Мурзино (баш. Мырҙа) — деревня в Кармаскалинском районе Республики Башкортостан Российской Федерации. Входит в состав Новокиешкинского сельсовета.

## География

### Географическое положение
Расстояние до:
- районного центра (Кармаскалы): 11 км,
- центра сельсовета (Новые Киешки): 6 км,
- ближайшей ж/д станции (Тазларово): 5 км.

## Население
| 2002 | 2009 | 2010 |
| ---- | ---- | ---- |
| 183  | ↘180 | ↘172 |

Национальный состав
Согласно переписи 2002 года, преобладающая национальность — башкиры (95 %).